# Tipula fuscolimbata
Tipula fuscolimbata är en tvåvingeart som beskrevs av Alexander 1981. Tipula fuscolimbata ingår i släktet Tipula och familjen storharkrankar. Inga underarter finns listade i Catalogue of Life.